# Ha Hyoung-Zoo
Ha Hyoung-Zoo, född den 3 juni 1962, är en sydkoreansk judoutövare.
Han tog OS-guld i herrarnas halv tungvikt i samband med de olympiska judotävlingarna 1984 i Los Angeles.